# Allan Eshuijs
Allan Eshuijs (Zaanstad, 31 mei 1976) is een Nederlandse songwriter, producer en vocalist.

## Biografie
Eshuijs begon zijn carrière als vocalist na te hebben afgestudeerd in pop en jazz aan het Hilversums Conservatorium in 2000. Hij richtte het muziek productie bedrijf GEMINI Music op en begon te werken als achtergrondzanger en keyboardspeler voor verschillende grote nationale en internationale artiesten waaronder Oleta Adams, Jocelyn Brown, Trijntje Oosterhuis, Do, Candy Dulfer, Ruth Jacott en Jeroen van der Boom.
In 2003 ging Eshuijs aan de slag als songwriter voor de Nederlandse zangeres Hind. Het jaar daaropvolgend tekende hij bij Universal Music Publishing, waar hij vervolgens 5 jaar werkzaam was. Gedurende deze tijd schreef hij hits voor verschillende Nederlandse artiesten als Do en Ch!pz, waarvan het nummer "1001 Arabian Nights" de nummer 1-positie in Nederland behaalde en de top 5 in Duitsland, Zwitserland en Oostenrijk.
Eshuijs schrijft muziek van zeer uiteenlopende genres; onder andere voor Ch!pz, Do, Gerard Joling, Bert Heerink en het wereldwijd succesvol danceproject Cascada. De meest succesvolle hits van Eshuijs zijn Evacuate The Dancefloor van Cascada (in samenwerking met producersduo Yanou en Manuel), welke #1 heeft bereikt in Engeland en in Nederland, en ook Ch!pz: 1001 Arabian Nights. Ook heeft Allan in samenwerking met Nathan Duvall en Hiten Bharadia het nummer 'At The Week End' op het album 'Dejavu' (release 2 maart 2011) van de Japanse Zangeres Kumi Koda geschreven.
Eshuijs schrijft co-writes met verschillende (internationale) producers en songwriters, onder andere met Tjeerd Oosterhuis (NL), Robin Morssink, Yann Pfeifer (DE), Taio Cruz (UK), Wynter Gordon (UK/US) en Curtis Richardson (US).
In 2009 begon Allan zijn eigen publishing en muziek productie bedrijf genaamd Songkitchen. In 2010 mocht Allan een BMI London Dance Award in ontvangst nemen voor het schrijven van Cascada's hit: Evacuate the Dancefloor

## Hits en noteringen
| Hit                        | Artiest                            | Uitgebracht | Opmerkingen           |
| -------------------------- | ---------------------------------- | ----------- | --------------------- |
| Crazy                      | Lost Frequenties                   | 2017        |                       |
| Dreamin'                   | Ralvero & Kill The Buzz            | 2015        |                       |
| Once You Go Up             | Nungwi                             | 2015        |                       |
| Feel Good                  | Ladies of Soul                     | 2015        |                       |
| Hollywood                  | Kinderen voor Kinderen             | 2015        |                       |
| Dit Is Pas Het Begin       | Katrina (Junior Songfestival 2015) | 2015        |                       |
| The Harder They Fall       | Joey Dale                          | 2015        |                       |
| Make It Count              | Fame Academy (NL)                  | 2015        |                       |
| Not Our Day To Die         | Do                                 | 2015        |                       |
| Anything Goes              | Disfunktion                        | 2015        |                       |
| Oxygen                     | Bass Modulators                    | 2015        |                       |
| Una Noche                  | Alessandro                         | 2015        |                       |
| Flaschengeist              | Tanja Kreutmayer & Kilian Scheyer  | 2014        |                       |
| Madness                    | Cascada feat. Tris                 | 2014        |                       |
| Wings                      | Tom Swoon feat. Taylor Renee       | 2013        |                       |
| Never Comes Back           | Reepublic                          | 2013        |                       |
| Where Nobody's Gone Before | Madcon feat. Estelle               | 2013        |                       |
| Shameless                  | Luca Hänni                         | 2013        |                       |
| Jump Start The Party       | Luca Hänni                         | 2013        |                       |
| Don't Stay It's Too Late   | Luca Hänni                         | 2013        |                       |
| In Libben Yn'e Rock & Roll | Johannes Rypma                     | 2013        |                       |
| Till The Morning           | Alina (Dance)                      | 2013        |                       |
| Let Out Da Freak           | Spencer & Hill feat. Mimoza        | 2012        |                       |
| A Stalker                  | Rochelle Perts                     | 2012        |                       |
| Touching A Stranger        | Wildboyz                           | 2011        |                       |
| My Miss America            | Jedward                            | 2011        |                       |
| Kom Terug Bij Mij          | Jaap Reesema                       | 2011        |                       |
| I Hate Goodbyes            | Jaap Reesema                       | 2011        |                       |
| Stalker                    | Cascada                            | 2011        |                       |
| Au Revoir                  | Cascada                            | 2011        |                       |
| Secret Girl                | Ralf Mackenbach                    | 2010        |                       |
| Doe De Smoove!             | Ralf Mackenbach                    | 2010        | Nr. 55 Single Top 100 |
| Ik Leef Mijn Droom         | Gerard Joling                      | 2010        | Nr. 1 Single Top 100  |
| Alweer Een Goal            | Gerard Joling                      | 2010        | Nr. 6 Single Top 100  |
| Under Arrest               | Danzel                             | 2010        |                       |
| Pyromania                  | Cascada                            | 2010        |                       |
| Click Clack                | Ralf Mackenbach                    | 2009        | Nr. 7 Single Top 100  |
| Je Bent Bij Me             | Raf van Brussel                    | 2009        |                       |
| Zolang Je Winnen Kan       | Quincy                             | 2009        | Nr. 21 Single Top 100 |
| She Knows                  | Jozephine                          | 2009        |                       |
| Meer Dan Een Fantasie      | Jim                                | 2009        |                       |
| What About Me              | Cascada                            | 2009        |                       |
| Ready Or Not               | Cascada                            | 2009        |                       |
| Evacuate The Dancefloor    | Cascada                            | 2009        | Nr. 7 Single Top 100  |
| Sterker Dan Ooit           | Antje Monteiro                     | 2009        | Nr. 18 Single Top 100 |
| Memory Of Us               | Udo                                | 2008        |                       |
| Afterparty                 | Cru5h 5                            | 2007        |                       |
| Perfect Day                | Cascada                            | 2007        |                       |
| Kenn Ich Dich              | Yvonne Catterfeld                  | 2006        |                       |
| Can't Stop The Rain        | Cascada                            | 2006        |                       |
| Love Is Killing Me         | Do                                 | 2004        | Nr. 11 Single Top 100 |
| 1001 Arabian Nights        | Ch!pz                              | 2004        | Nr. 1 Single Top 100  |